# Gornji Mujdžići
Gornji Mujdžići (szerbül: Горњи Мујџићи) szerb falu Bosznia-Hercegovinában, Bosanska krajina területén, a Szerb Köztársaságban, Šipovo községben. 

## Fekvése
Bosznia-Hercegovina közép-nyugati részén, Banja Lukától légvonalban 60, közúton 86 km-re délre, községközpontjától légvonalban 4 km-re, közúton 6 km-re délre, a Janj bal partján, átlag 550 méteres tengerszint feletti magasságban, változatos domborzatú, hegyvidéki területen található. Donji Mujdžići a Janja jobb partján, a Gornji Mujdžići pedig a bal partján található. A Donji Mujdžićinál található Janja-híd köti össze őket. A folyón van egy vízimalom, amely 1965-ből származik. A Sokolina nevű település feletti sziklán vár maradványai találhatók.

## Népessége
| Nemzetiségi csoport | Népesség 1991 | Népesség 2013 |
| ------------------- | ------------- | ------------- |
| Szerb               | 270           | 191           |
| Bosnyák             | 123           | 0             |
| Horvát              | 0             | 0             |
| Jugoszláv           | 0             | 0             |
| Egyéb               | 4             | 0             |
| Összesen            | 397           | 191           |

## Története
A régészeti leletek tanúsága szerint területe már az őskortól fogva folyamatosan lakott volt. A legrégibb leletek a vaskorból származnak, melyek a Janj bal partján egy erődítmény maradványai közül kerültek elő. A Janj jobb partján a római korban jelentős település állt. Egyhajós bazilikájának alapfalait 1930-ban tárták fel először nagyon figyelemreméltó leletekkel, köztük oszlopfőkkel és a falkoszorú maradványaival. A templom közelében megtalált római temető szarkofágjai ugyancsak jelentős településre utalnak. A jobb parti település a középkorban is jelentékeny maradt. Ezt támasztja alá az itt talált magtár és számos középkori temető maradványa. A jobb parti középkori település virágzásának feltehetően az 1463-as oszmán hódítás vetett véget.
A település 1878-ig tartozott az Oszmán Birodalomhoz, majd az Osztrák-Magyar Monarchia része lett. 1879-ben az első osztrák-magyar népszámlálás során Volari község részeként a faluban 31 házat és 168 muszlim lakost számláltak. 1910-ben a településen 87 házat, 308 ortodox szerb és 136 muszlim lakost találtak. A monarchia szétesésével 1918-ben előbb a Szerb-Horvát-Szlovén Királyság, majd 1929-től a Jugoszláv Királyság része. Jugoszlávia megszállása után a falu a Független Horvát Állam (NDH) része lett. A második világháború elején a lakosság elmenekült, majd amikor a településre visszatértek elfogták és élve égették el őket egy istállóban. A lakosság visszaemlékezései szerint családonként átlag egy ember élte túl a második világháborút.
1945-től a település a szocialista Jugoszlávia része volt. A településen az 1991-es népszámlálás adatai szerint 397-en éltek. A Bosznia-Hercegovinában zajló polgárháború idején a Visoko Krajina többi településéhez hasonlóan a Boszniai Szerb Köztársaság része volt. A területén 1995 szeptemberéig nem volt háborús hadművelet, ekkor azonban a település területét a Horvát Köztársaság fegyveres ereje megszállta. A horvát csapatok elől a lakosság elmenekült. A daytoni békeszerződés aláírása után a település a Szerb Köztársasághoz, azon belül Šipovo községhez került.

## Nevezetességei
- Sokolina – őskori erődített település maradványai a Janj bal partján emelkedő magaslaton. A romok egy 150x100 méteres területen találhatók, melyen belül számos kerámia töredéket, vaskohászatra utaló vashulladékot és salakot, valamint vastárgyakat találtak. A leletek korát a késő bronzkorra és a korai vaskorra teszik.[5]